# Rodung

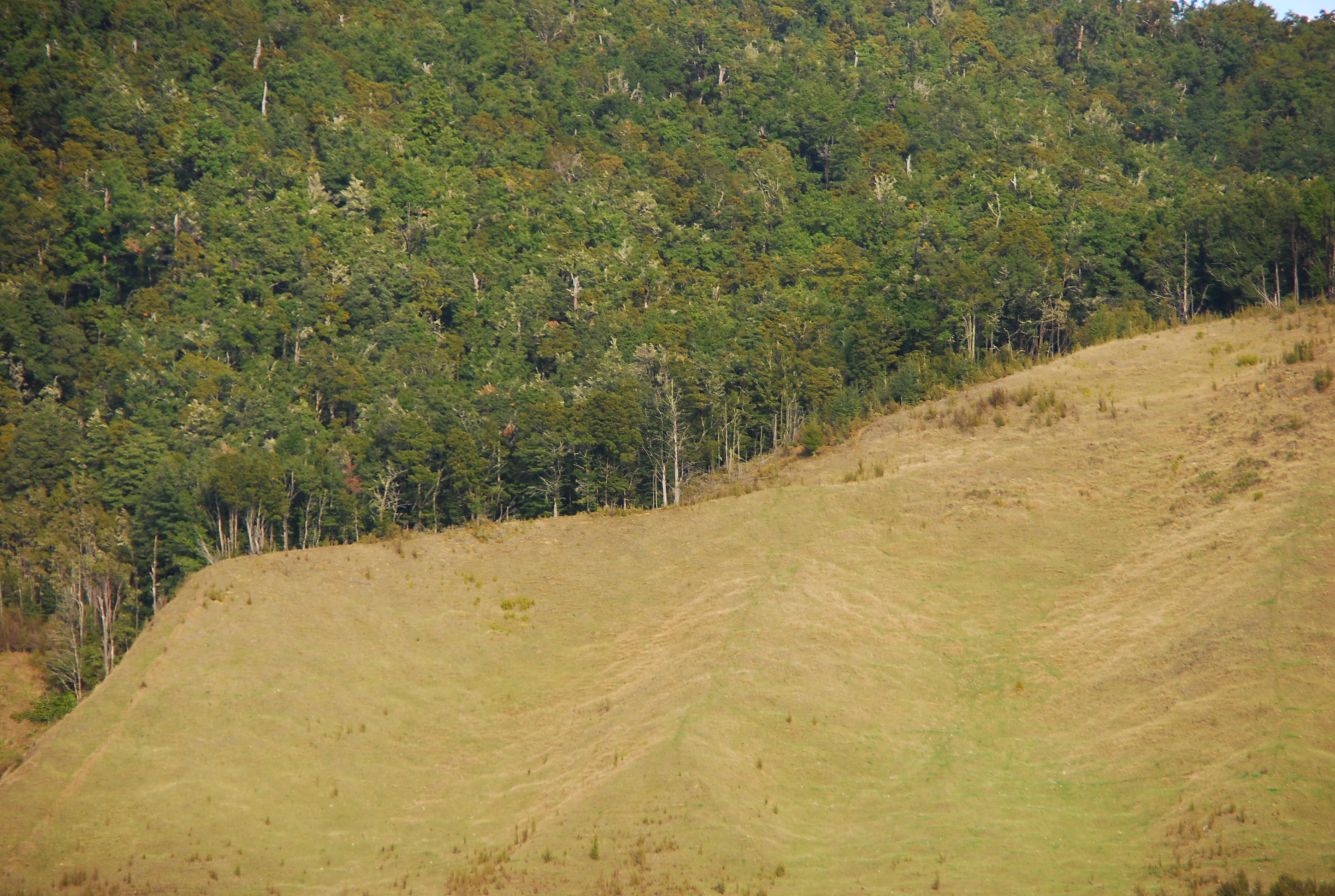
Gerodete Weide in Neuseeland (Südinsel, Distrikt Tasman – West Coast)

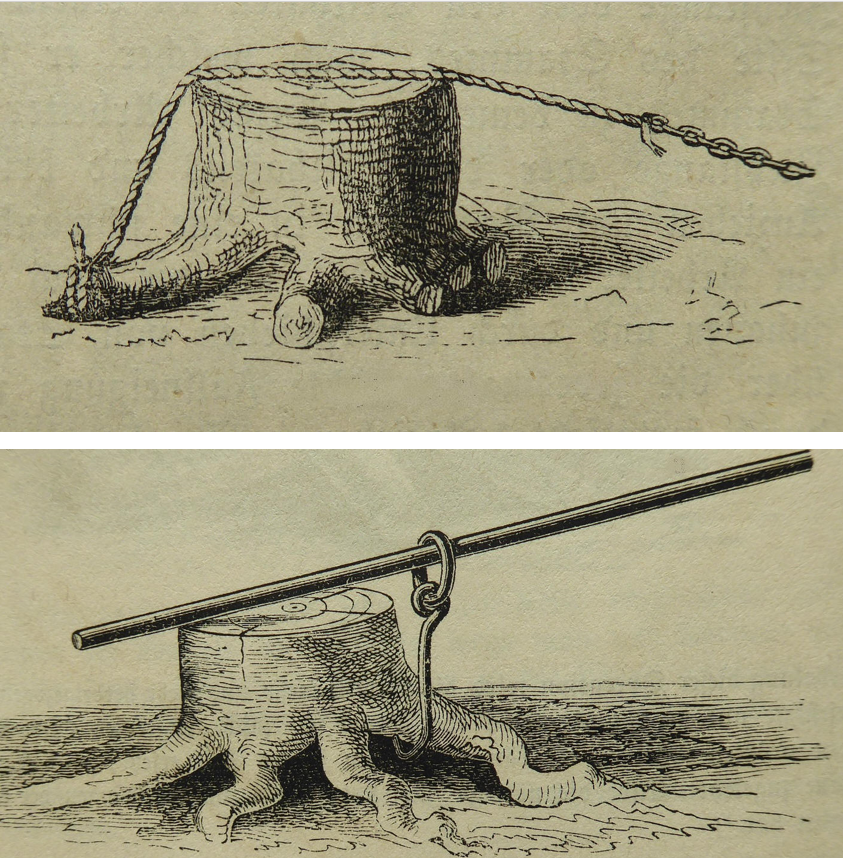
Gerätschaften zur manuellen Entfernung von Baumstümpfen (nach Karl Gayer)

Eine Rodung ist im ursprünglichen und engeren Sinn das Entfernen von Gehölzen, also Bäumen oder Sträuchern, mitsamt ihren Wurzeln. Im weiteren Sinn zählen zur Rodung auch das bloße Fällen von Bäumen („Schlagrodung“) ohne Wiederaufforstung sowie die Brandrodung und das Schwenden; in diesen Fällen verbleiben die Baumstümpfe beziehungsweise das Wurzelwerk häufig im Boden.
Das Ziel der Rodung von Waldflächen ist es in der Regel, den Boden einer anderen Nutzung (Weidefläche, Ackerbau, Siedlungsbau, Verkehrswegebau) zuführen zu können. Dies stellt den Unterschied zum Kahlschlag in der forstlichen Nutzung dar, dem in der Regel eine Wiederaufforstung folgt. Das österreichische Forstgesetz definiert Rodung als „die Verwendung von Waldboden zu anderen Zwecken als für solche der Waldkultur“. Von Rodung spricht man aber auch in den Bereichen Gartenbau und Weinbau (Rodung von Rebstöcken). Eine Rodung kann auch nur einen einzelnen Baum oder Strauch oder einen einzelnen Wurzelstock betreffen.
Rodungen und insbesondere die Brandrodung sind die wichtigste Ursache für die zunehmende Entwaldung in vielen Ländern. Entwaldung kann aber auch eine Folge anderer Faktoren sein (z. B. nicht nachhaltige Bewirtschaftung, Dürre, Waldbrände und Stürme).

## Wortherkunft und Wortgebrauch
Rodung ist eine Wortbildung zu roden (mnd. roden, mhd. riuten, reuten, ahd. riuten). Die Variante reuten hielt sich im Süden des deutschen Sprachgebiets noch bis weit in die Neuzeit als Dialektwort. Sprachlich verwandt ist ausrotten, eine Wortbildung zum veralteten Verb rotten (mhd. roten, Nebenform von riuten, reuten).
Die Wörter Rodung und roden können sowohl auf die betroffene Vegetation bezogen werden (Bäume und Sträucher, Wald und Gebüsch werden gerodet) als auch auf die Bodenfläche (ein Stück Land, ein Gebiet wird gerodet). Der ähnliche Begriff Entwaldung wird dagegen immer auf die Bodenfläche bezogen (ein Land, ein Gebiet wird entwaldet). Rodung ist der Standardbegriff im historischen Kontext (vgl. den Fachbegriff Rodungszeit). Insbesondere bei der Benennung der konkreten Arbeiten verwendet man das Wort Rodung und Bezeichnungen wie Wurzelstockrodung oder Rodungsgerät. Der moderne Begriff Entwaldung wird bevorzugt, wenn es um das Ausmaß der Waldverluste geht, insbesondere bei großflächigen Betrachtungen (z. B. Entwaldung in der Amazonasregion oder Entwaldung der Erde).
Auch die gerodete Fläche kann als Rodung bezeichnet werden. Zahlreiche Rodungsnamen sind ein sprachliches Zeugnis mittelalterlicher Rodungen in Europa. Viele davon gehen wie Rodung auf das mittelhochdeutsche riuten, reuten zurück, zum Beispiel Rauth, Reutte, Kreuth, Werningerode, Radevormwald. Das trifft auch auf den Ortsnamen oder Namensbestandteil Rott zu, oder Namen, die auf -rode, -roda, -rath oder -reuth enden. Die schweizerdeutsche Variante ist Rüti, die als Namen oder Namensbestandteil vieler Schweizer Orte gebraucht wird.

## Arten der Rodung

### Baumrodung

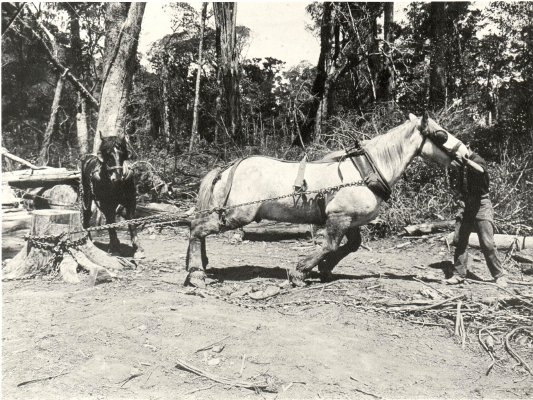
Das Entfernen der Baumstümpfe ist die schwierigste Aufgabe: Hatte man keine Zugtiere (wie hier im Bild) verwendete man lange Stangen mit Haken, um die Hebelwirkung zu nutzen …

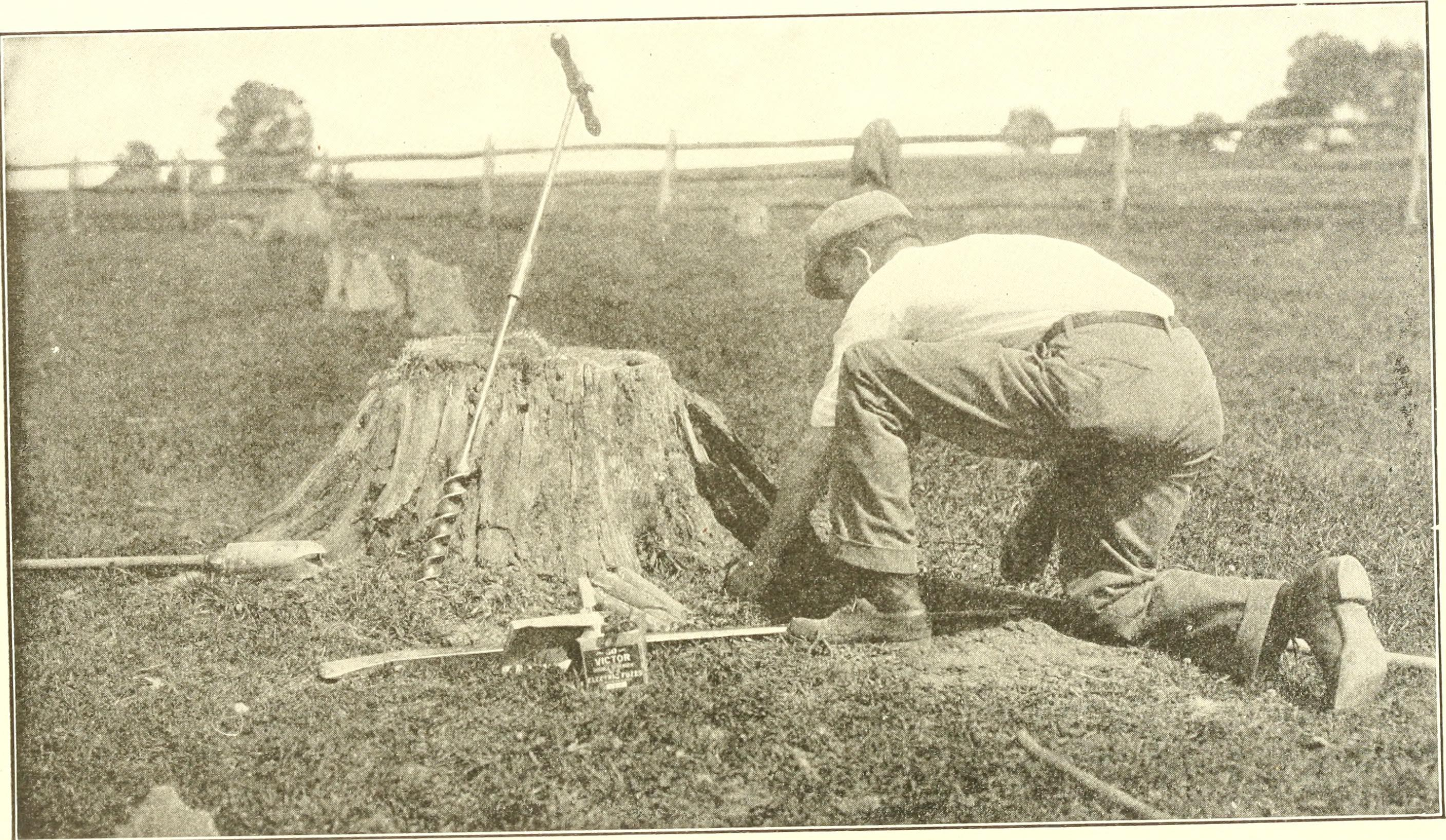
… später wurde auch Dynamit verwendet

Bei einer (kompletten) Baumrodung werden die Bäume samt Baumstumpf (auch „Stock“ genannt) in einem Arbeitsdurchgang gerodet. Dies ist zum Beispiel mittels Chaining möglich. Dabei wird eine Kette oder ein Drahtseil zwischen zwei schweren Planierraupen gespannt, um die Bäume mitsamt der Wurzel auszureißen. Bei schwachen Bäumen genügt der Einsatz eines einzelnen Schleppers. Diese Praxis findet in Wäldern statt, in denen nur ein unbedeutender Anteil wirtschaftlich interessanter Bäume vorkommt.

### Wurzelstockrodung
Häufig werden nur Baumstümpfe gerodet, nachdem irgendwann zuvor die Bäume gefällt worden sind, oder ein einzelner Baumstumpf wird gerodet (Wurzelstockrodung, Stockrodung, Wurzelrodung). Bei einer Wurzelstockrodung wird das Wurzelwerk entweder weitgehend entfernt (Komplettrodung) oder Teile des Wurzelholzes werden im Boden belassen (Teilrodung).
Mit einem Bagger kann der Wurzelstock herausgerissen werden, dabei verbleiben die langen Wurzeln im Boden, wenn sie nicht vorbereitend freigelegt wurden. Eine Komplettrodung gelingt mit einem Bagger nur, wenn er mit einem speziellen Rodungsmesser arbeitet. Spezialfräsen können den Stumpf zwar bis zu einer Tiefe von knapp einem Meter abfräsen, eine Komplettrodung ist mit einer Fräse jedoch schwierig. Wenn eine Baumstumpffräse zum Einsatz kommt, spricht man auch von einer Wurzelstockfräsung.
Historisch wurden zur Wurzelstockrodung allerlei mechanische Geräte verwendet, die starke Hebelkräfte übertrugen, zum Beispiel der Waldteufel, später auch motorisierte Rodegeräte, etwa ein dampfbetriebener Rodekran. Alternativ wurden die Zugkräfte von einem Schlepper bereitgestellt. Ferner kamen Sprengstoffe zum Einsatz.

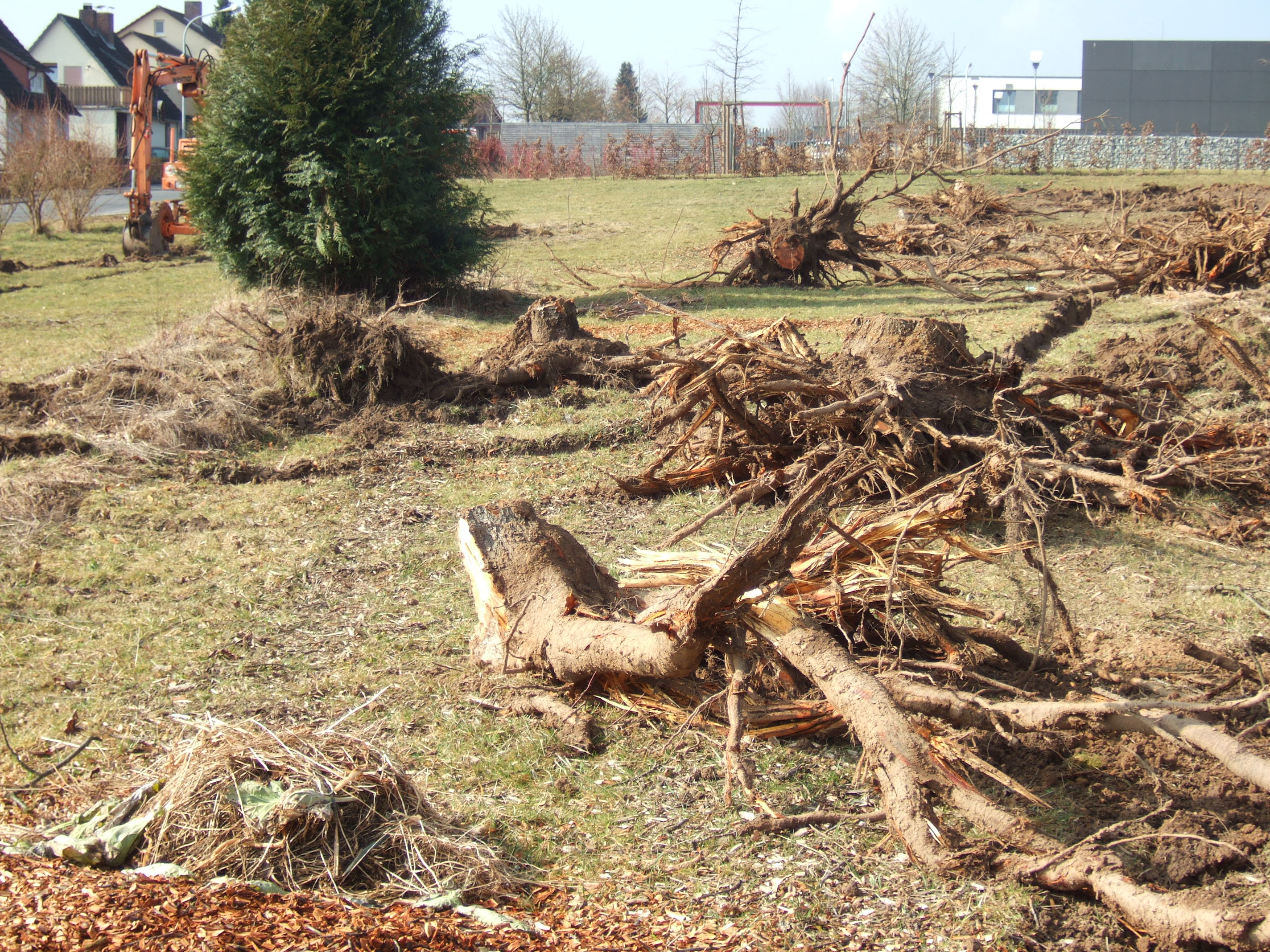
Maschinelle Rodung von Kirschbäumen

### Manuelle und maschinelle Rodung
Bei einer manuellen Rodung werden die Bäume mit Äxten oder Sägen gefällt und die Stümpfe zum Beispiel mit einer Hacke („Reuthaue“) abgetragen, manchmal auch mit Hilfe von Tieren (z. B. Ochsen) ausgerissen.
Bei der maschinellen Rodung werden die Baumstämme mit sogenannten Holzvollerntern (auch „Harvester“ genannt) gefällt, entastet und in Abschnitte zersägt (siehe Holzernte). Zur Beseitigung der Wurzelstöcke werden vor allem Bagger und Spezialfräsen eingesetzt (siehe oben).
Das Holzfällen mit einer Kettensäge nimmt eine Zwischenstellung ein. Die Sägearbeit wird von der Motorsäge übernommen, dennoch handelt es sich um anstrengende körperliche Arbeit.

## Rodung im weiteren Sinn
Bei den nachfolgend genannten Methoden werden die Baumstümpfe und die Wurzeln nicht entfernt. Es handelt sich daher um eine unvollkommene Rodung und nicht um Rodung im engeren Sinn.

### Brandrodung

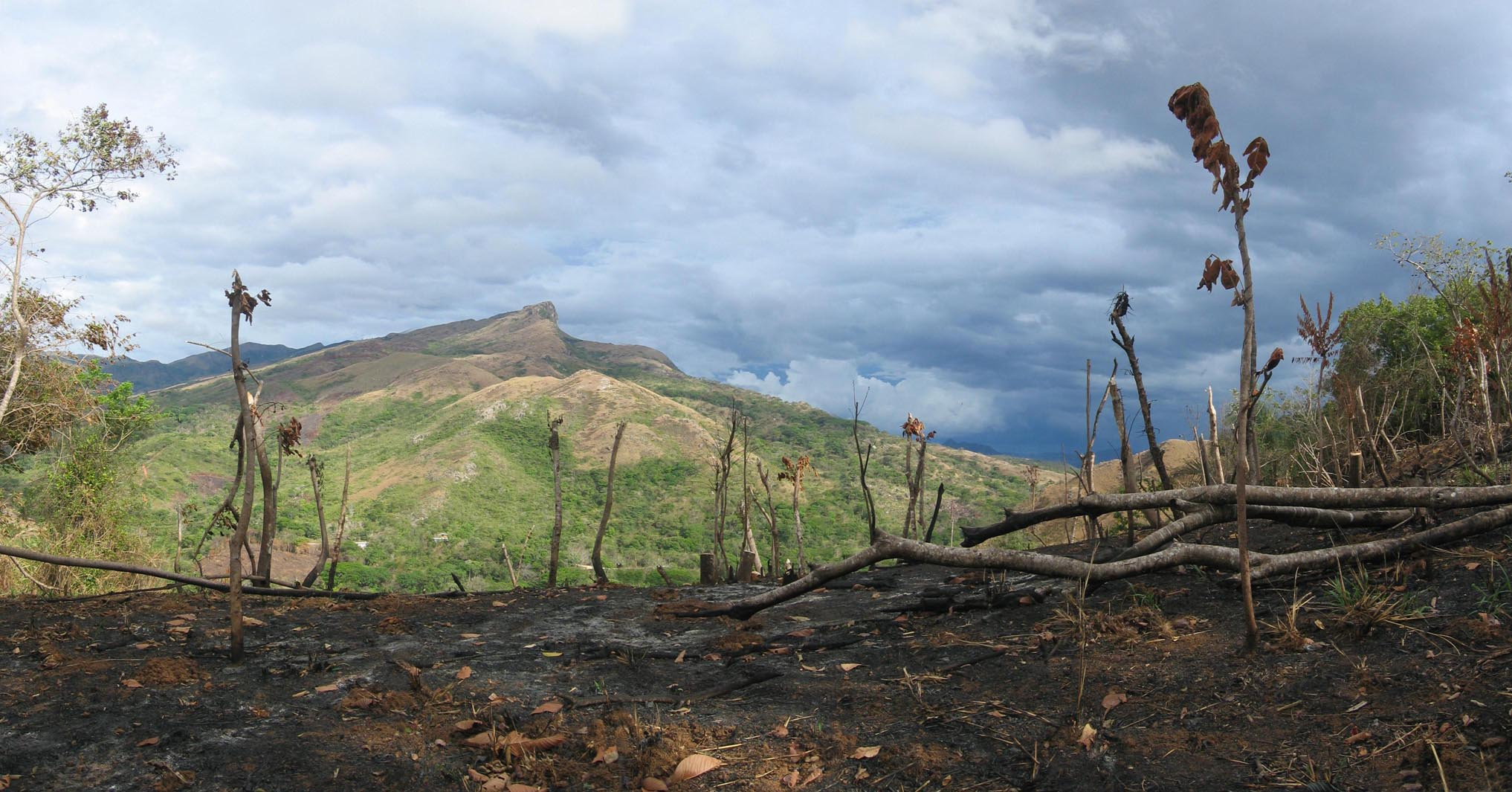
Zustand nach einer Brandrodung südlich von Santa Fé, Panama

Bei der Brandrodung wird zumeist das Abschneiden und Abbrennen der Vegetation kombiniert. Zur Benennung merkt ein Biologie-Lexikon an, der Wortbestandteil Rodung sei irreführend, da die Wurzelstöcke im Boden belassen werden.

### Schwenden

Schwenden mit Feuer auf einem Gemälde von Eero Järnefelt (1893)

Der Ausdruck Schwenden bezeichnet zumeist eine historische Methode der Landgewinnung. Beim Schwenden wurde der Baumbestand oft zunächst durch Ringelung ausgetrocknet. Unterholz und Gestrüpp wurden entfernt, ebenso Äste und immer wieder die neu entstehenden Triebe (Schneitelung). Nach dem Verdorren des Baums gab es folgende Möglichkeiten:
- Abbrennen: Die ausgetrockneten Bäume werden gezielt verbrannt, um landwirtschaftliches Nutzland zu gewinnen. Die Brandreste sorgen für hochwertigen, gedüngten Boden.
- Mechanisches Fällen der Bäume, um anschließend auf der Fläche – um die Stubben herum – Feldbau zu betreiben.
- Laut dem Großen Konversations-Lexikon von Meyers (1905–1909) fielen die geschädigten Bäume ohne weiteres Zutun irgendwann um.[25]

Das Wörterbuch von Adelung (1793–1801) erklärt das Wort schwenden mit „einen Wald abbrennen, um tragbaren Acker daraus zu machen“. Duden gibt zu schwenden an: „durch Brandrodung urbar machen“. Laut dem Deutschen Wörterbuch der Brüder Grimm gehörten zum Schwenden in Österreich sowohl das Anbrennen als auch das Entrinden, Verstümmeln oder Anbohren von Bäumen, die dadurch verdorren sollten. Mit Bezug zu einer bairischen Quelle wird zur Wortbedeutung angegeben: „wegschaffen hinderlicher bäume, holzanflüge, gesträuche, indem man sie durch anhauen, anbohren, abschälen u. dergl. erst abstehen und verdorren macht, und dann wegräumt oder verbrennt“. Ansonsten gibt es in den alten Quellen viel Variation bei der Zuordnung von Methoden und Bezeichnungen. Zum Beispiel soll in einer schweizerischen Quelle schwändten das Auslichten von Wald, Gebüschen oder Hecken durch Einschnitte oder Hauen bezeichnen – und rüten das Abbrennen.

## Gerodete Flächen
Bei flächenhaften Rodungen spricht man allgemein von Flächenrodung. Wenn sämtliche Bäume auf einer größeren Fläche an einem Tag oder in kurzer Zeit gefällt werden, spricht man von einem Kahlschlag oder Kahlhieb.
Kleinere Rodungsflächen werden häufiger auch als Rodungsinseln (isoliert gelegene waldfreie Flächen) oder Rodungsgassen (Rodungen zum Beispiel entlang von Flüssen oder anderen Leitlinien) bezeichnet. Die Rodungsinseln stehen häufig am Anfang einer flächenhaften Kultivierung.

## Geschichte

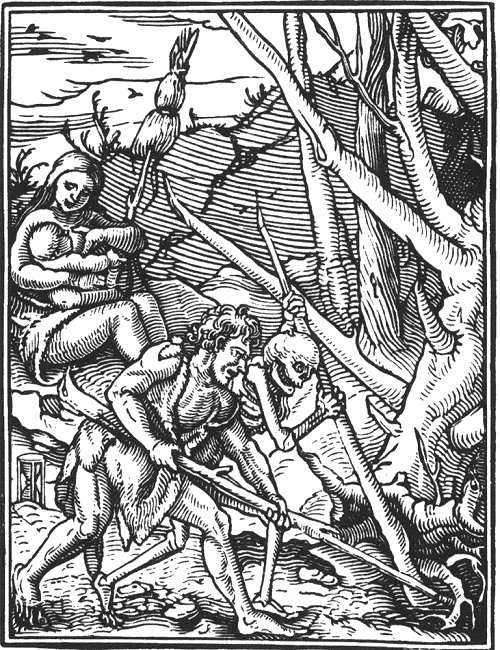
Rodung eines Waldes zur Gewinnung von Ackerland. Ausschnitt aus dem Holzstich Totentanz (1538) von Hans Holbein dem Jüngeren.

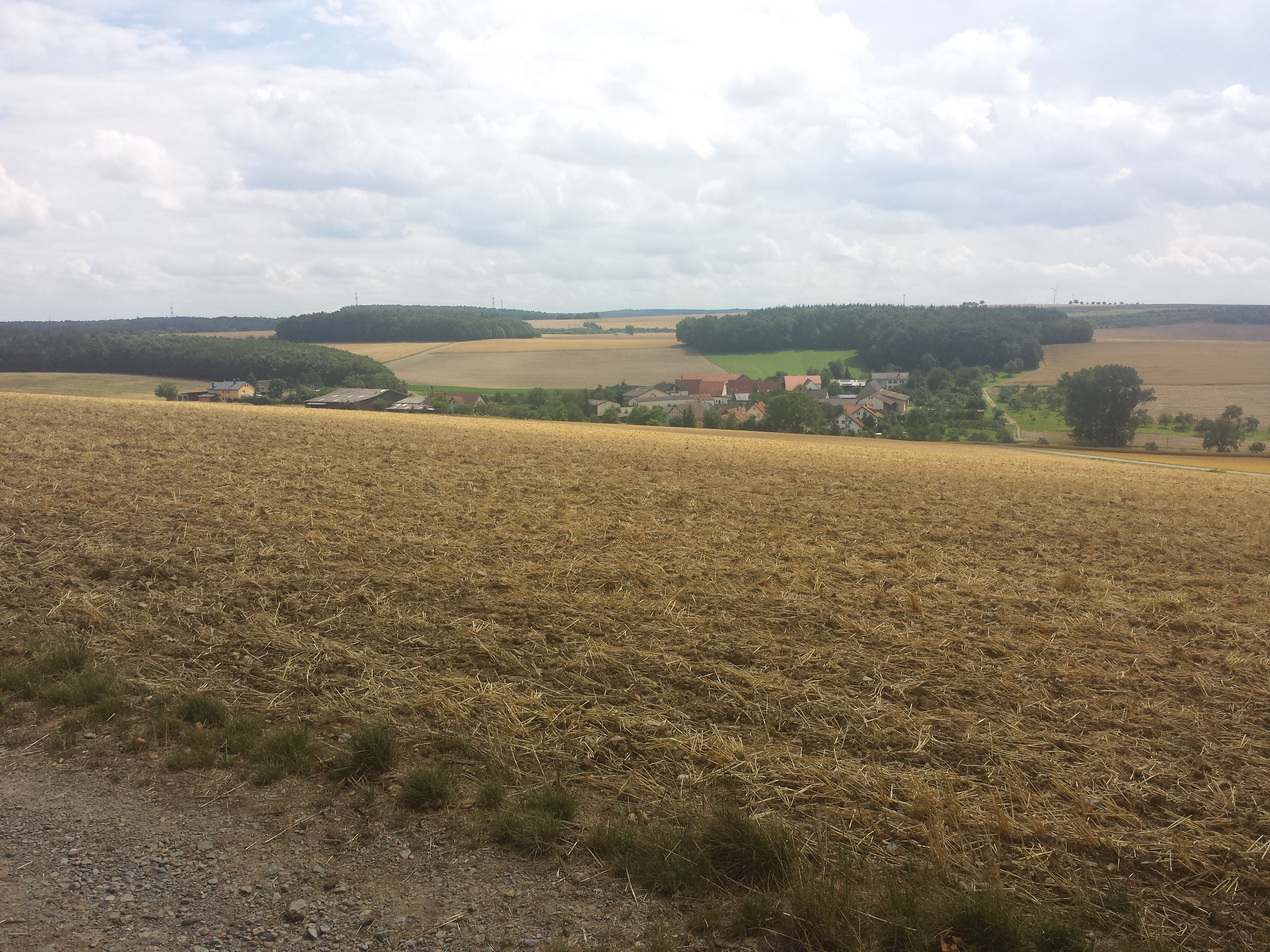
Blick auf den Weiler Hof Steinbach in Baden-Württemberg, der im Hochmittelalter als Rodungssiedlung entstand

Großflächige Rodungen sind seit dem Neolithikum belegt, unter anderem durch Aulehm-Ablagerungen in den Flusstälern und durch Pollenanalysen. Dabei dürfte die Brandrodung vorherrschend gewesen sein, da die Neolithiker kaum zum Zerteilen und Transportieren von Baumriesen befähigt waren. Nach vorhergehender Ringelung der Bäume, die zum Absterben und Austrocknen führt, war eine Brandrodung einfach. Das Schwenden ist jedoch erst in geschichtlicher Zeit nachweisbar.
Beim Schwenden entfiel die aufwendige Entfernung des Wurzelwerks. Ein weiterer Vorteil war die geringere Erosionsgefahr der so gerodeten Flächen, besonders in abschüssigen Lagen, da die Wurzeln das Erdreich festhielten. Ein Hackbau war zwischen den Baumstümpfen möglich. Für den Pflugfeldbau war die Methode aber ungeeignet, besonders wegen des hohen Gewichtes der nicht leicht umzusetzenden Pflüge.
Viele Städte und Dörfer in Mitteleuropa entstanden in der jeweiligen Rodungszeit in Rode- oder Rodungslandschaften als eine Form der Binnenkolonisation. Ein Beispiel hierfür ist die Ansiedlung von Menschen in den Mittelgebirgen in Waldhufendörfern.
Aus den negativen Folgen der Rodungen hat sich die Forstwirtschaft entwickelt. Historische Beschreibungen aus Mitteleuropa decken sich prinzipiell mit heutigen Bildern aus den Tropen. Durch den technischen Fortschritt und höhere Bevölkerungsdichte hat die Geschwindigkeit großflächiger Waldvernichtung allerdings um Größenordnungen zugenommen, zudem sind die Folgen für tropische Primärwaldgesellschaften endgültiger. Weltweit geht der Anteil von Waldflächen an der gesamten Landfläche immer noch zurück.
Heute erfolgt Rodungstätigkeit in Europa zumeist nur noch aufgrund infrastruktureller Baumaßnahmen und ist mit entsprechenden Auflagen zur Neubegründung und Wiederaufforstung verbunden. In anderen Weltgegenden – insbesondere den Taigagürteln Kanadas und Sibiriens, wie auch den tropischen Waldgebieten – ist großflächige Rodung aber üblich.
Holzschlag ohne Rodung, also die Entnahme einzelner Bäume oder Holzlose, nennt man Dauerwaldbau.